# Gremlin Interactive
A Gremlin Interactive Limited (korábban: Gremlin Graphics Software Limited) egy 1985-ben Sheffieldben alapított brit szoftver- és videójátékfejlesztő és kiadó társaság volt. Ahogy az 1980-as években alakult szoftverházak általában, a Gremlin Graphics elsődleges piaca a 8-bites számítógépek, azaz a ZX Spectrum, az Amstrad CPC, az MSX, a Commodore 16 és a Commodore 64 voltak. A céget 1999-ben felvásárolta a francia Infogrames szoftverház, majd a nevüket 2000-ben megváltoztatta Infogrames Studios-ra. A stúdió az Infogrames átszervezése nyomán 2003-ban bezárt.

## Cégtörténet

### Kezdetek
A cég eredetileg számítástechnikai kiskereskedelemmel foglalkozott Just Micro néven, majd 1984-ben Gremlin Graphics Software Ltd néven szoftvercéget alapított a két tulajdonos: Ian Stewart és Kevin Norburn.

„Már amikor Kevin és én megnyitottuk a Just Micro-t, mindig azt mondogattuk, hogy amint a bolt beindul és amint időnk lesz és programozót találunk, saját szoftverházat akarunk alapítani.”

A programozók végül Peter Harrap és Tony Crowther lettek, akik közül Tony már olyan Commodore programokon dolgozott, mint a Loco, vagy a Killerwatt. Tony lett az ügyvezető igazgató és elkezdett dolgozni a Potty Pigeon és a Suicide Express játékokon. Az együttműködés azonban rövid életű lett, mert a cégvezetéssel kapcsolatos nézeteltérések miatt hamarosan elváltak útjaik. Helyére megnyerték maguknak Geoff Brown-t aki részesedést is kapott a Gremlinből és akinek komoly szoftverforgalmazási tapasztalata volt.
A Zilog Z80-as programozására hamarosan már négy főt alkalmaztak teljes munkaidőben, akik: Pete Harrap, Chris Kerry, Shaun Hollingworth és Christian Urquhart voltak. A Commodore játékokat és átiratokat az első időben egy Micro Project nevű alvállalkozó cég készítette három fővel. A saját alkalmazottak sokat dolgoztak otthon, de legalább egyszer egy héten bent is az irodában.

### Első sikerek
Az első nagyobb sikereiket 1984-ben ZX Spectrumon a Wanted: Monty Mole című játékkal, majd 1985-ben Commodore 64-en a Thing on a Springgel érték el. A bányász kisvakond, Monty még néhány további játékban is felbukkant, sorozattá téve az alap platformjátékot.
1986-ban négy fővel bővült a programozói csapat, akik Chris Shrigley, Terry Lloyd, Rob toone és Andy Green voltak. Első közös játékuk, a Bounder elnyerte a Zzap!64 magazin aranyérmét, illetve a Your Sinclair "Mega Game" díját is.

### Adaptációk
1986-87-ben a cég profilja bővült a 8-bites Atari és az MSX platformokkal. Új logót is kaptak, a régi gremlin figura helyett. A Death Wish 3 filmadaptáció ugyan nem aratott osztatlan sikert erőszakossága és a bonyolult pályatérkép-rendszer miatt, de az US Gold számára készített Gauntlet átirat és a Gauntlet: The Deeper Dungeons kiegészítő csomag 512 új pályájával már sokkal népszerűbb volt.
A Magnetic Fields fejlesztőcsapatnak volt egy már 70%-ban kész játéka, a Lotus, melynek a Gremlin megszerezte a licencét és az 1990-es évek elejének sikersorozatává vált. Az eredeti változat Amigára íródott 1990-ben, de az első rész, a Lotus Esprit Turbo Challenge még elkészült Commodore 64-re és ZX Spectrumra is, a többi viszont már nem.

### Fejlesztői rendszerek
A Gremlin a 90-es években saját fejlesztői hardvert épített, a PC Engine-t, melyet "egy nagy halom RAM"-ként írtak le az ACE magazinban megjelent interjúban. Ennek ellenére csak egyetlen játék készült el ezen a platformon, éspedig az Impassamole. Game Boy-ra is volt egy fejlesztő rendszerük, mely lehetővé tette a programozóknak, hogy kódolásból gyorsan tesztüzembe tudjanak váltani. Ezzel készült el a Race Days és a Brainbender kirakós játék. 1994-ig fejlesztettek 8-bites gépekre játékokat, mint pl. a Shadow of the Beast ZX Spectrum, illetve Amstrad CPC átiratát, vagy az 1992-ben kiadott Zool platformjátékot.

### Bővülés, fejlődés
1994-ben aztán megváltoztatták a cég nevét Gremlin Interactive-ra és a továbbiakban a 16-bites architektúrájú számítógépekre, a PC-kre és a videójáték-konzolokra koncentráltak. Ezzel együtt is ők voltak az utolsó szoftvercég, akik 1992-ben elhagyták a már szinte teljesen halott Spectrum piacot.
1995-ben már MS-DOS operációs rendszerre adták ki a sikeres Actua Soccer-t, mely az első teljes 3D-s megjelenítést alkalmazó football-játékot. "Actua" névvel egész sorozat sportjátékot adtak ki.
1997-ben a Gremlin felvásárolta az Imagitec Design és a DMA Design fejlesztőcégeket, melyek közül az utóbbi készítette a sikeres Grand Theft Auto (melynek a licenc-jogai már a BMG-nél voltak) és Lemmings játék-sorozatokat.
1998-ban mutatták be a Hardwar című repülőgép szimulátorukat, valamint a Motorhead nevű futurisztikus autóverseny programjukat. 2001-ben az UEFA Challenge nevű football-programjukat már Infogrames Sheffield House néven jegyezték.

### Felvásárlás, majd megszűnés
1998 eladások terén rossz évnek volt mondható, így 1999-ra a Gremlin eladósorba került. A francia Infogrames lett a vevő 24 millió fontos ajánlatával. Az alapító Ian Stewart ezek után otthagyta a céget és új vállalkozást alapított Zoo Digital néven. Az Infogrames végül átszervezések nyomán 2003-ban megszüntette a sheffield-i fejlesztő studiót. A stúdió alkalmazottainak jó része, élükön Paul Porterrel megalapította a Sumo Digital szoftvercéget, mely azóta is működik.
A Gremlin szoftver ház régi játékainak jogait jelenleg Ian Stewart Urbanscan nevű cége birtokolja.

## Kulcsemberek
A szoftvercég csapatának tagjai voltak:
- Kevin Bulmer - tervező/grafikus
- Jon Harrison - tervező/grafikus
- Gary Priest - programozó
- Bill Allen - programozó
- Richard Stevenson - programozó
- David Martin - marketing igazgató
- Ben Daglish - külsős zeneszerző
- Ade Carless - tervező/grafikus
- Shaun McClure - grafikus / művészeti vezető
- Antony Crowther ('Ratt') - tervező, programozó
- Paul Whitehead - tesztelő / tervező
- Ian Stewart - ügyvezető igazgató
- Kevin Norburn - üzemigazgató
- Patrick Phelan - szoftver menedzser / hangmérnök
- Chris Harvey - vezető konzol programozó
- Chris Shrigley - tervező / programozó
- Peter Harrap - programozó
- Chris Kerry - programozó
- Shaun Hollingworth - programozó
- MicroProjects Ltd (Jason Perkins, Mark Rogers, Anthony Clarke)
- Richard Hall - gyártásvezető

## Játékok
- Monty Mole series (1984-1990)
  - Wanted: Monty Mole (1984)
  - Monty Is Innocent (1985)
  - Monty on the Run (1985)
  - Auf Wiedersehen Monty (1987)
  - Moley Christmas (1987)
  - Impossamole (1990)
- Potty Pigeon (1984)
- Bounder (1985)
- Gauntlet (1985)
  - Gauntlet: The Deeper Dungeons (1987)
- Thing on a Spring (1985)
- Jack the Nipper (1986)
- Trailblazer (1986)
  - Cosmic Causeway: Trailblazer II (1987)
- Alternative World Games (1987)
- Deflektor (1987)
- Gary Lineker's Superstar Soccer (1987)
- Technocop (1988)
- Motor Massacre (1988)
- Dark Fusion (1988)
- Mickey Mouse: The Computer Game (1988)
- Axel's Magic Hammer (1989)
- Federation of Free Traders (1989)
- H.A.T.E.: Hostile All-Terrain Encounter (1989)
- Switchblade (1989)
  - Switchblade II (1991)
- Lotus series (1990-1992)
- Skidz (1990)
- Super Cars (1990)
  - Super Cars II (1991)
- Toyota Celica GT (1990)
- Venus The Flytrap (1990)
- HeroQuest (1991)
  - HeroQuest II: Legacy of Sorasil (1994)
- Spacewrecked: 14 Billion Light Years From Earth (1991)
- Utopia: The Creation of a Nation (1991)
- Harlequin (1992)
- Jeep Jamboree: Off Road Adventure (1992)
- Nigel Mansell's World Championship Racing (1992)
- Plan 9 from Outer Space (1992)
- Premier Manager series (1992-1999)
  - Premier Manager (1992)
  - Premier Manager 2 (1993)
  - Premier Manager 3 (1994)
  - Premier Manager: Ninety Nine (1999)
- Space Crusade (1992)
- Top Gear (1992)
  - Top Gear 2 (1993)
  - Top Gear 3000 (1995)
- Zool (1992)
  - Zool 2 (1993)
- Jungle Strike (1993)
- Litil Divil (1993)
- Full Throttle: All-American Racing (1994)
- K240 (1994)
- Newman/Haas IndyCar featuring Nigel Mansell (1994)
- Race Days (1994)
- Shadow Fighter (1994)
- Actua Sports series (1995-1999)
  - Actua Pool (1999)
- Fatal Racing (1995)
- Loaded (1995)
  - Re-Loaded (1996)
- Slipstream 5000 (1995)
- Normality (1996)
- UEFA Euro 1996 (1996)
- Hardcore 4X4 (1996)
- Fragile Allegiance (1996)
- Realms of the Haunting (1997)
- Monopoly (1997)
- Motorhead (1998)
- N2O: Nitrous Oxide (1998)
- Body Harvest (1998)
- Hardwar (1998)
- Wild Metal Country (1999)
- Hogs of War (2000)
- UEFA Challenge (2001)

## Kapcsolódó weboldalak
- Sumo Digital hivatalos weblap
- Urbanscan hivatalos weblap

## Fordítás
Ez a szócikk részben vagy egészben  a   Gremlin Interactive című angol Wikipédia-szócikk fordításán alapul.  Az eredeti cikk szerkesztőit annak laptörténete sorolja fel. Ez a jelzés csupán a megfogalmazás eredetét és a szerzői jogokat jelzi, nem szolgál a cikkben szereplő információk forrásmegjelöléseként.